# Helicoverpa zea
Helicoverpa zea — вид лускокрилих родини совок (Noctuidae). Небезпечний шкідник кукурудзи.

## Поширення
Вид поширений у помірних та тропічних районах Північної Америки. Відсутній у регіонах з холодними зимами, під час яких метелик гине. Спорадично трапляється в країнах Центральної та Південної Америки.

## Опис

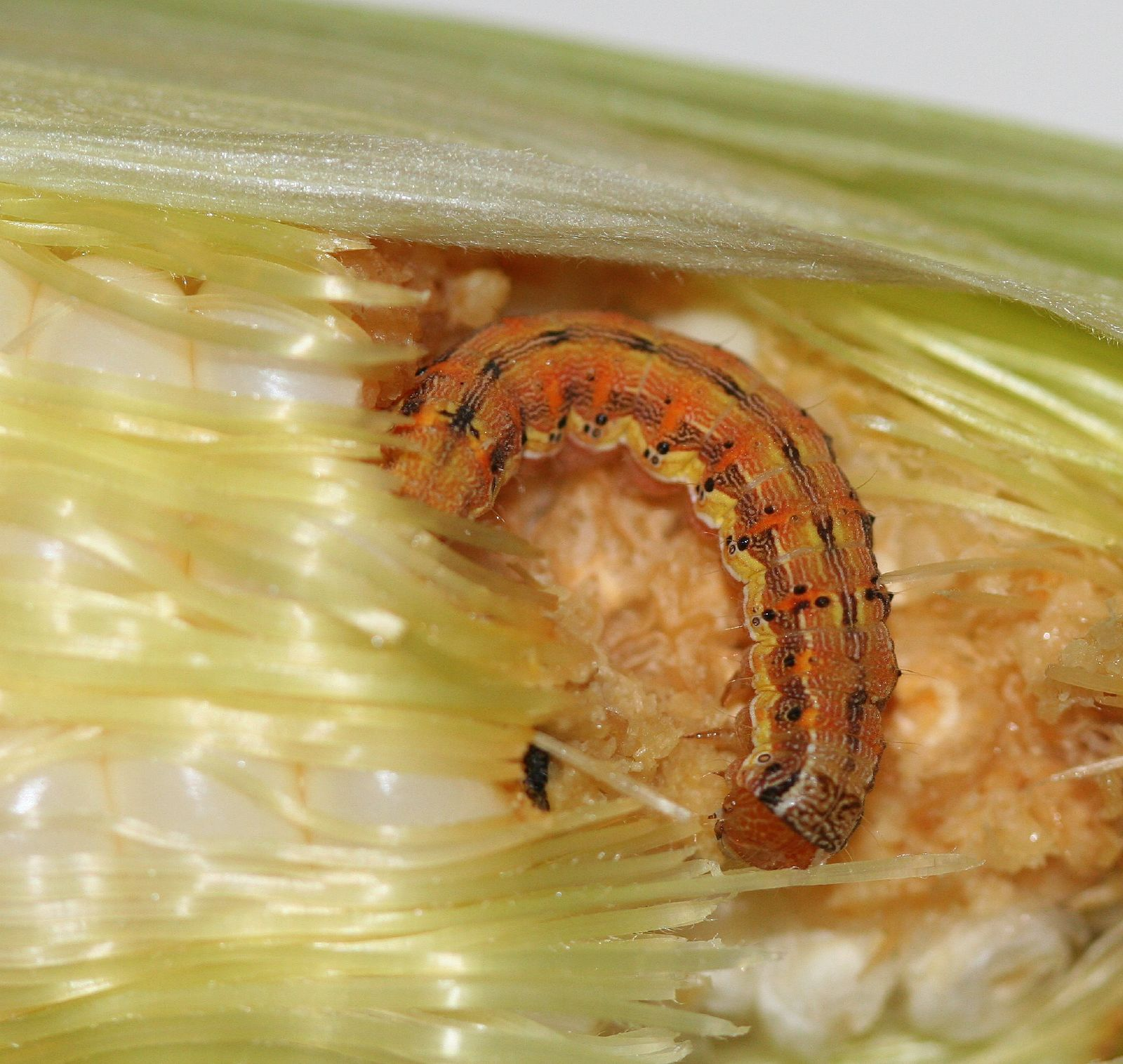
Гусінь Helicoverpa zea

Розмах крил 32-45 мм. Метелики жовтувато-коричневого забарвлення з темними плямами на крилах.

## Спосіб життя
Метелики активні вночі, удень ховаються серед рослин. Живуть до 30 днів. Живляться нектаром та іншими рослинними соками. Самиця за життя відкладає до 2500 яєць. Яйця відкладає на листя кормової рослини по декілька штук. У виду широке коло кормових рослин: кукурудза, помідор, артишок, спаржа, капуста, диня, огірок, баклажан, салат, квасоля, бамія, горох, перець, картопля, гарбуз, стручкова квасоля, шпинат, батат, кавун та інші. Найбільше вид шкодить посівам кукурудзи, сорго та сої.
Гусінь з'являється через три дні. Спершу гусениці живляться разом, але згодом у них проявляється міжвидовий канібалізм і залишаються одна-дві гусіні. Зрілі личинки мігрують в ґрунт, де вони заляльковуються протягом 12-16 днів.